# Arbeitsgericht Neustadt an der Haardt
Das Arbeitsgericht Neustadt an der Haardt (ab 1936: Arbeitsgericht Neustadt an der Weinstraße) war ein bayerisches Arbeitsgericht mit Sitz in Neustadt an der Haardt.

## Geschichte
Gemäß Arbeitsgerichtsgesetz vom 23. Dezember 1926 wurden in Deutschland Arbeitsgerichte gebildet. Diese waren nur in der ersten Instanz organisatorisch selbstständige Gerichte, die Landesarbeitsgerichte waren den Landgerichten zugeordnet. Am Landgericht Frankenthal entstand so 1927 das Landesarbeitsgericht Frankenthal als eines von 23 Landesarbeitsgerichten in Bayern. In Neustadt an der Haardt entstand das Arbeitsgericht Neustadt an der Haardt als eines von zehn Arbeitsgerichten des Landesarbeitsgerichts. Sein Sprengel umfasste den Gerichtsbezirk des Amtsgerichts Neustadt an der Haardt. Es bestand eine allgemeine Kammer für Arbeiter und Angestellte und eine Kammer für das Handwerk.
Bereits 1929 wurde die Zahl der Arbeitsgerichte deutlich reduziert. Das Arbeitsgericht Neustadt an der Haardt blieb bestehen, sein Sprengel wurde um den Bezirk des Amtsgerichts Dürkheim erweitert, da das Arbeitsgericht Dürkheim aufgehoben wurden. Mit der Umbenennung Neustadt an der Haardts in Neustadt an der Weinstraße im Jahr 1936 änderte sich auch der Name des Gerichtes in Arbeitsgericht Neustadt an der Weinstraße.
Nach der Besetzung Deutschlands durch die Alliierten wurden 1945 zunächst alle Gerichte geschlossen. Die ordentlichen Gerichte wurden schon bald wieder eröffnet, während die Arbeitsgerichte zunächst nicht wieder eingerichtet wurden, so dass arbeitsgerichtliche Streitigkeiten von den ordentlichen Gerichten erledigt werden mussten. Gemäß Kontrollratsgesetz 21 vom 30. März 1946 sollten in Deutschland Arbeitsgerichte aufgebaut werden. Mit dem Gesetz zur Errichtung von Arbeitsgerichten und das Verfahren in Arbeitsgerichtsstreitigkeiten vom 6. November 1947 sowie der Landesverfügung über die Errichtung der Arbeitsgerichte und die örtliche Abgrenzug der Arbeitsgerichtsbezirke vom 15. März 1948 wurde eine neue Rechtsgrundlage geschaffen. Das Arbeitsgericht Neustadt an der Haardt entstand nicht neu.